# Paul Chaudet

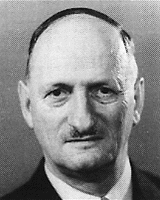

Paul Chaudet (Rivaz, 17 november 1904 - Lausanne, 7 augustus 1977) was een Zwitsers politicus.

## Achtergrond, opleiding en vroege carrière
Paul Chaudet was de zoon van een wijnbouwer studeerde (1918-1920) aan de Landbouwhogeschool van Lausanne. Daarna werkte hij voor het wijnbouwbedrijf van zijn vader. In de jaren 30 werd Chaudet lid van de Vrijzinnig Democratische Partij (FDP). Van 1930 tot 1937 was hij lid van de wetgevende raad van Rivaz. Van 1937 tot 1942 was hij lid van de Grote Raad van Vaud. Hij vertegenwoordigde vooral de belangen van de wijnboeren.
Als lid van de Ligue vaudoise (een traditionalistische groepering die de directe democratie in het kanton Vaud wilde herstellen) voerde hij succesvol actie tegen de invoering van een wijnbelasting.
Van 1947 tot 1943 en van 1945 tot 1946 was hij burgemeester van Rivaz.

## In de nationale politiek en staatsraad van Vaud
In 1943 werd Chaudet in de Nationale Raad (federaal parlement) gekozen.
Van 1946 tot 1954 was hij lid van de Staatsraad van Vaud. Hij leidde tot 1948 het departement van Justitie en Politie en daarna (1948-1954) het departement Economische Zaken. Van 1 januari 1949 tot 31 december 1949 was Chaudet voorzitter van de Staatsraad van Vaud.
Chaudet was actief binnen het bankwezen. In 1951 werd hij lid van het bestuur van de Zwitserse Nationale Bank (SNB). In 1954 trad hij toe tot het hoofdbestuur van de SNB.
Paul Chaudet was binnen het Zwitserse Leger luitenant-kolonel.

## In de Bondsraad
Op 16 december 1954 werd Paul Chaudet voor de FDP in de Bondsraad gekozen. Hij was de opvolger van Rodolphe Rubattel. Hij bleef lid van de Bondsraad tot 31 december 1966. Chaudet beheerde het Departement van Militaire Zaken.
Chaudet moest als gevolg van de Mirage Crisis aftreden. Als minister van Militaire Zaken had hij in het kader van een legerhervorming Mirage gevechtsvliegtuigen aangeschaft, die echter qua prijs hoger uitvielen dan was geraamd.
Paul Chaudet was in 1958 en in 1961 vicepresident en in 1959 en in 1961 bondspresident van Zwitserland.
Na zijn aftreden was hij president van de charitatieve organisatie Kinderen van de Wereld en president-directeur van de Zwitserse Volksbank.